# Њу Оксфорд (Пенсилванија)
Њу Оксфорд (енгл. New Oxford) град је у америчкој савезној држави Пенсилванија.

## Демографија
По попису из 2010. године број становника је 1.783, што је 87 (5,1%) становника више него 2000. године.
| Група             | 2000.         | 2010.         |
| Белци             | 1.500 (88,4%) | 1.455 (81,6%) |
| Афроамериканци    | 23 (1,4%)     | 32 (1,8%)     |
| Азијати           | 3 (0,2%)      | 7 (0,4%)      |
| Хиспаноамериканци | 152 (9,0%)    | 275 (15,4%)   |
| Укупно            | 1.696         | 1.783         |